# Dix puissance moins quarante-trois seconde
Pour plus de détails, voir Fiche technique et Distribution.
Dix puissance moins quarante-trois seconde est un film d'animation français de court métrage réalisé par Francis et sorti en 2016.

## Fiche technique
- Titre : Dix puissance moins quarante-trois seconde
- Réalisation : Francis
- Scénario : Francis
- Animation : Clément Courcier et Sami Guellai
- Montage : Francis
- Musique : Pali Meursault
- Producteur : Emmanuel-Alain Raynal et Pierre Baussaron
- Production : Miyu Productions
- Pays d'origine :  France
- Durée : 13 minutes 57
- Dates de sortie :
  -  France : 12 juin 2017 (FIFA 2017)

## Distribution
- Robert Antoinet
- Marie-Claude Perret Michal

## Distinctions
Il remporte le prix du film Off-Limits à l'édition 2017 du festival international du film d'animation d'Annecy.